# Bessy (bande dessinée)
Pour les articles homonymes, voir Bessy (homonymie).
Bessy, est une série de bande dessinée belge créée par Willy Vandersteen et Karel Verschuere sous le pseudonyme commun de Wirel (pour Willy et Karel).
La série a été publiée pour la première fois le 24 décembre 1952 dans le quotidien de langue française La Libre Belgique.
Les journaux néerlandophones ne la publieront qu'un an plus tard, après en avoir constaté le succès.
Elle met en scène les aventures, à l'époque de la conquête de l'Ouest, de Bessy, un chien colley inspiré de la chienne Lassie, et de son jeune maître Andy.

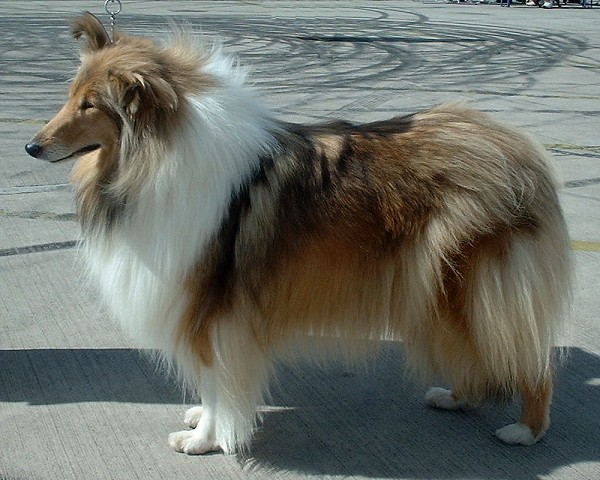
Photo de chien colley.

## Personnages principaux
- Bessy
- Andy Cayoon
- Marc Cayoon, le père d'Andy
- Jenny Cayoon, la mère d'Andy

## Albums
Il existe deux périodes : 
- Les 68 premiers albums sont imprimés en bichromie, 2 pages en rouge, et 2 autres en bleu ;
- Les albums suivants sont imprimés en couleurs.